# Рябинин, Николай Егорович
Николай Егорович Рябинин (1813—1880) — контр-адмирал, участник Севастопольской обороны, морской писатель.

## Биография
Происходил из дворян Новгородской губернии, сын Новгородского губернатора Е. М. Рябинина; родился 10 (22) августа 1813 года.
В 1827 году поступил в Морской кадетский корпус, 18 января 1830 года был произведён в гардемарины и совершил плавание от Кронштадта до острова Гогланда и обратно на корабле «Арсис», а в следующем году ходил от Кронштадта до острова Борнгольма и обратно на корабле «Св. Георгий Победоносец». 21 декабря 1832 года был произведён в мичманы, с назначением в 13-й флотский экипаж и в следующем году на корабле «Императрица Александра», под командой капитана 1-го ранга Епанчина, с 22 июня по 28 августа, ходил по Балтийскому морю и Финскому заливу.
В 1834 году, на тендере «Лебедь», плавал от Ревеля до Свеаборга, острова Сескар, Гогланда, Оденгольма и обратно в Ревель, а оттуда в Кронштадт. В 1835 году, с 6 июля по 15 октября, на бриге «Филоктет», под командой капитан-лейтенанта барона Левендаля, Рябинин плавал от Кронштадта до Ревеля и находился в стоянии на Кронштадтском рейде.
2 июня 1836 года он был переведён в Морской кадетский корпус; через год, 17 апреля 1837 года, снова был назначен в 13-й флотский экипаж и на корабль «Великий Князь Константин», где 8 апреля 1838 года был произведён в лейтенанты; в 1839 году находился на корабле «Великий Князь Михаил»; 22 января 1840 года был переведён в 7-й флотский экипаж и служил на корабле «Березина».
27 января 1843 года Рябинин был назначен адъютантом к начальнику 1-й флотской дивизии, вице-адмиралу А. П. Лазареву, и плавал по Балтийскому морю до Дании на кораблях «Фершампенуаз», «Россия» и «Император Александр I» и фрегате «Церера».
28 октября 1848 года определён в 5-й флотский экипаж, с оставлением в прежней должности, и в том же году, 6 декабря, награждён орденом Св. Анны 3-й степени, а ровно через год, 6 декабря 1849 года, произведён в капитан-лейтенанты.
25 января 1850 года Рябинин был переведён на Чёрное море в 32-й флотский экипаж, 25 мая того же года — в 37-й флотский экипаж, с назначением командиром брига «Неарх», и 6 мая 1853 года — в 31-й флотский экипаж с назначением командиром брига «Тезей»; плавал по черноморским портам и у берегов Кавказа обеспечивал десантные операции русских войск и снабжение крепостей.
1 июня 1854 года Рябинин находился в деле при отражении бомбардировки англо-французским флотом Севастополя, с 14 августа был командиром бастиона № 3; с 4 октября командовал бастионом № 6, но уже 7-го числа того же месяца назначен был, в составе 44-го флотского экипажа, на Малахов курган, где и был ранен в левую ногу с обнажением кости. 22 декабря 1854 года Рябинин был пожалован, за отличие при обороне Севастополя, орденом Св. Владимира 4-й степени, 1 ноября 1855 года, за защиту Севастополя, награждён серебряной медалью на Георгиевской ленте, а спустя несколько дней, 24 ноября, переведён в 9-й флотский экипаж, откуда 6 мая 1856 года был прикомандирован, на правах раненых, к Морскому кадетскому корпусу. 26 августа того же года Рябинин был награждён бронзовой светлой медалью на Андреевской ленте в память войны 1853—1856 годов.
22 августа 1857 года пожалован знаком отличия беспорочной службы за XX лет; 30 сентября 1857 года, с разрешения генерал-адмирала, назначен был командиром учебного фрегата, находившегося в кадетском лагере в Ораниенбауме, 12 февраля 1858 года назначен состоять по флоту, а 26 сентября того же года, за отличие по службе, произведён был в капитаны 2-го ранга.
11 января 1860 года Рябинин был зачислен по резервному флоту, но уже 25 апреля зачислен на действительную службу, 7 мая прикомандирован к Инженерному и Артиллерийскому училищу Морского ведомства, как раненый 2-го класса, и 1 января 1862 года произведён в капитаны 1-го ранга. 27 марта 1863 года Рябинин был причислен к Инженерному артиллерийскому училищу, 4 апреля 1865 года награждён орденом св. Станислава 2-й степени.
1 января 1870 года произведён в контр-адмиралы а 22 января 1874 года назначен членом в Комиссию для разбора и описания дел Архива Морского Министерства за время до 1805 года. За труды в этой комиссии был награждён орденами Св. Анны 2-й степени (31 марта 1874 года) и Св. Владимира 3-й степени (1 января 1878 года)
Умер 18 (30) сентября 1880 года (по данным С. В. Волкова — 3 октября, но этого числа он был исключён из списков флота как умерший), погребён в селе Шереховичи Боровичского уезда Новгородской губернии, при Покровской церкви.
С 1849 года Рябинин регулярно печатал свои статьи по разным отраслям морского дела и военной истории в «Морском сборнике».